# Vladímir Spivakov
Vladímir Teodórovich Spivakov (en ruso: Влади́мир Теодо́рович Спивако́в) es un director de orquesta y virtuoso violinista ruso nacido el 12 de septiembre de 1944 en Ufá, RASS de Baskiria. Es célebre por sus interpretaciones como solista y por su trabajo con la orquesta Virtuosos de Moscú.
Desde muy joven obtuvo los más destacados premios. Desde 1953, estudio con Liubov Sigal y Veniamín Sher en la Escuela de Música adscrita al Conservatorio de Leningrado y, entre 1963 y 1967, en el Conservatorio de Moscú con Yuri Yankelévich. 
En 1975, debutó con la Orquesta Filarmónica de Nueva York, y en 1976 en el Carnegie Hall de Nueva York. En 1977, debutó con la Orquesta Filarmónica de Londres.  
Ha actuado con los mejores directores de orquesta: Leonard Bernstein, Claudio Abbado, Carlo Maria Giulini, Georg Solti, Seiji Ozawa, Lorin Maazel...
Debutó dirigiendo a la Orquesta Sinfónica de Chicago en 1979. El mismo año fundó la orquesta de cámara Virtuosos de Moscú.
En 1984, Leonard Bernstein entregó su batuta a Spivakov. En Francia es nombrado director artístico del Festival Internacional de Colmar.
Ha grabado numerosos discos.
Es director artístico y director principal de la Orquesta Filarmónica Nacional de Rusia. 
Toca un violín de 1716 construido por el violero veneciano Francesco Bogetti, que perteneció anteriormente a su maestro Yankelévich.

## Condecoraciones
Spivakov fue nombrado Artista del Pueblo en Rusia en 1991. Tres años más tarde, creó la Fundación Internacional de Caridad para ayudar a los niños rusos necesitados. 
En 2000, recibió la Legión de Honor en Francia.

## Vida personal
Su esposa Sati Spivakova es una conocida presentadora de televisión. Tiene tres hijas, Tatiana, Katia y Anna.

## Música de cine
Dirigió la música de Garri Bardin en el año 2010 para la película de animación The Ugly Duckling (El patito feo).